# Морсгаузен
Морсгаузен (нім. Morshausen) — громада в Німеччині, розташована в землі Рейнланд-Пфальц. Входить до складу району Рейн-Гунсрюк. Складова частина об'єднання громад Еммельсгаузен.
Площа — 7,56 км2. Населення становить 359 ос. (станом на 31 грудня 2020).

## Галерея

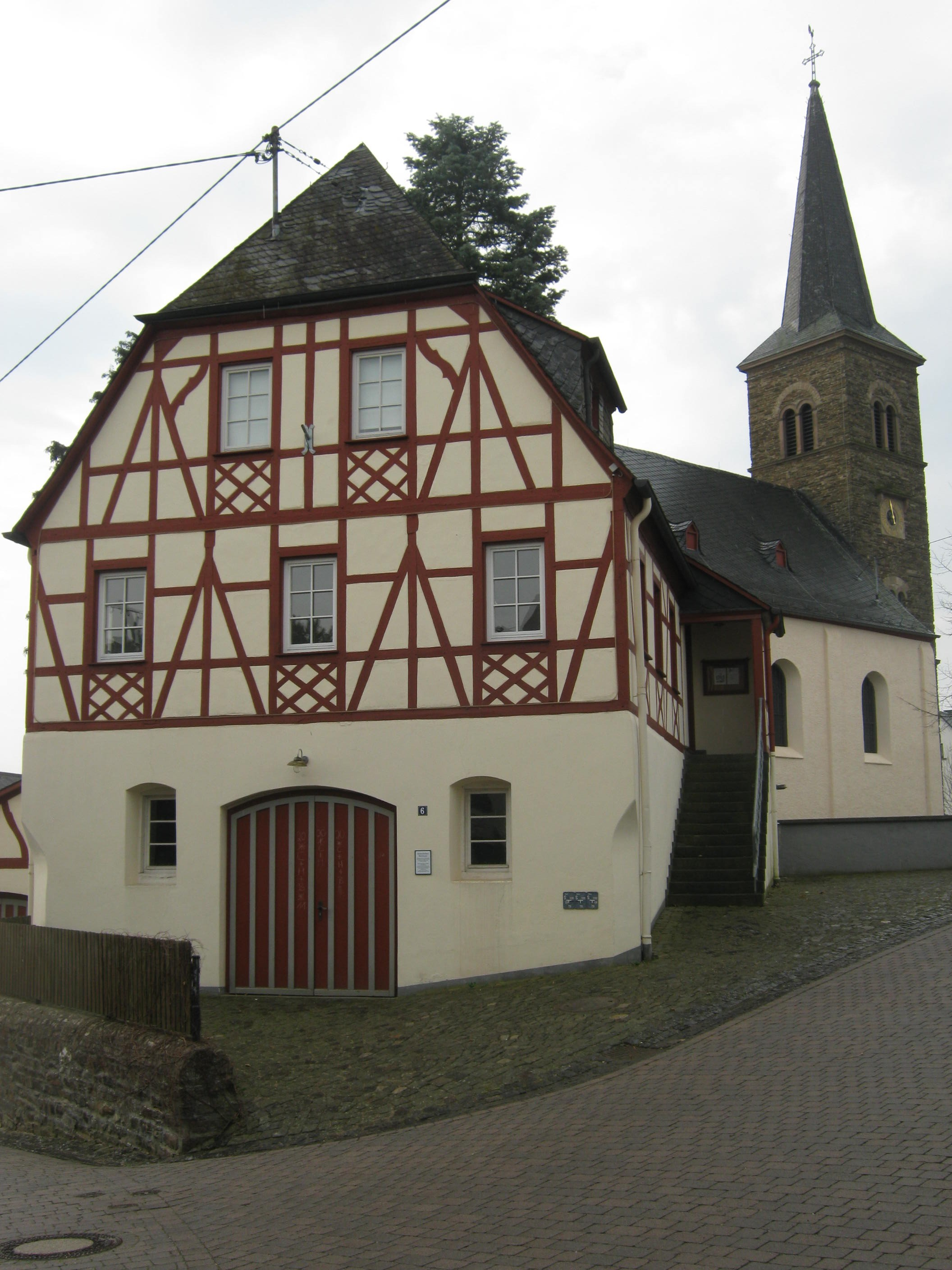